# UK Singles Chart (2010)

Lady Gaga dobyla vrchol na začátku roku s "Bad Romance". To samé se jí povedlo v březnu s písní "Telephone", ve které ji vypomohla Beyoncé.

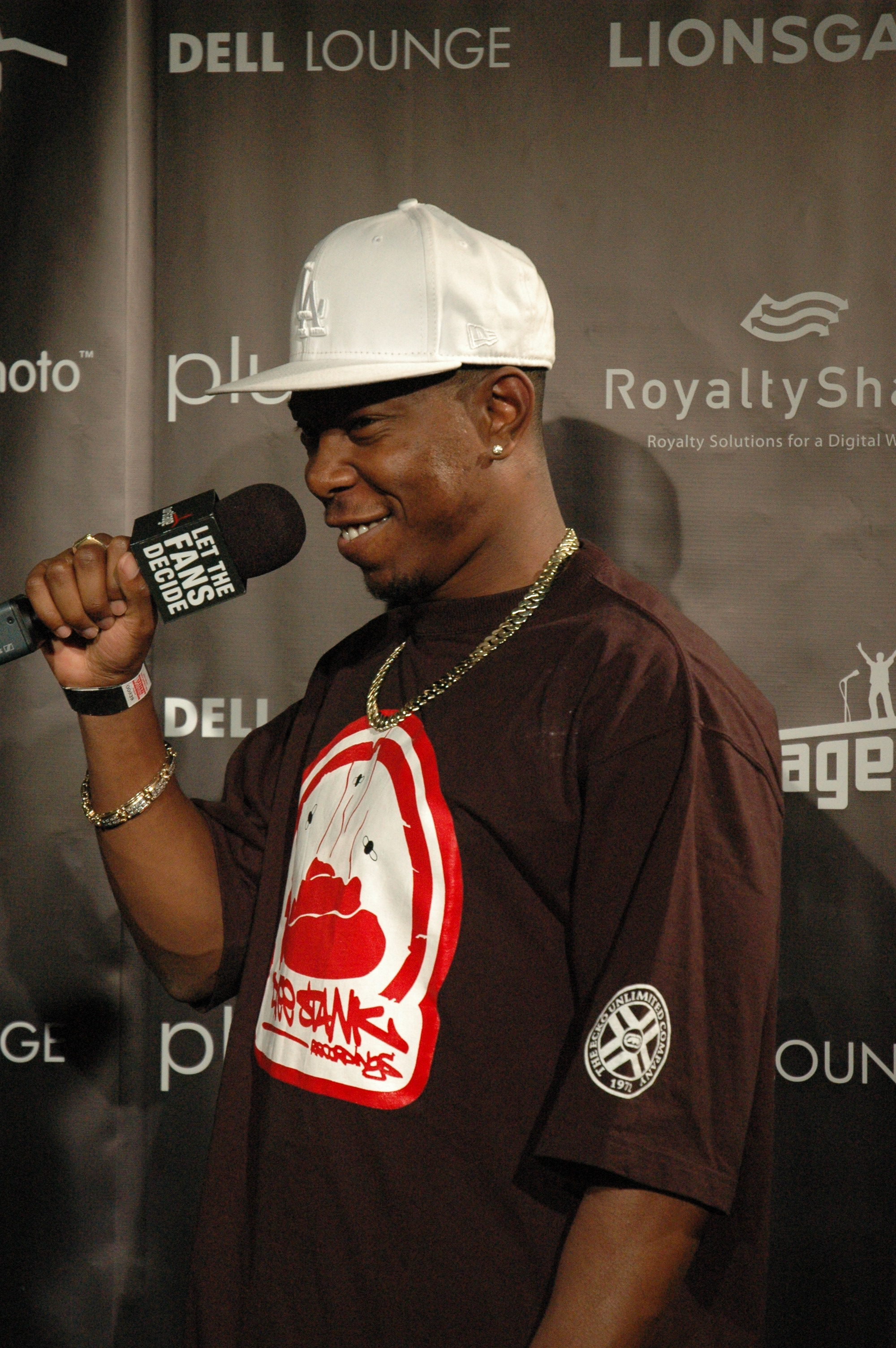
Dizzee Rascal' dobyl tento rok vrchol dvakrát. Poprvé s písní "Dirtee Disco" a podruhé s písní "Shout", se kterou mu vypomohl producent James Corden.

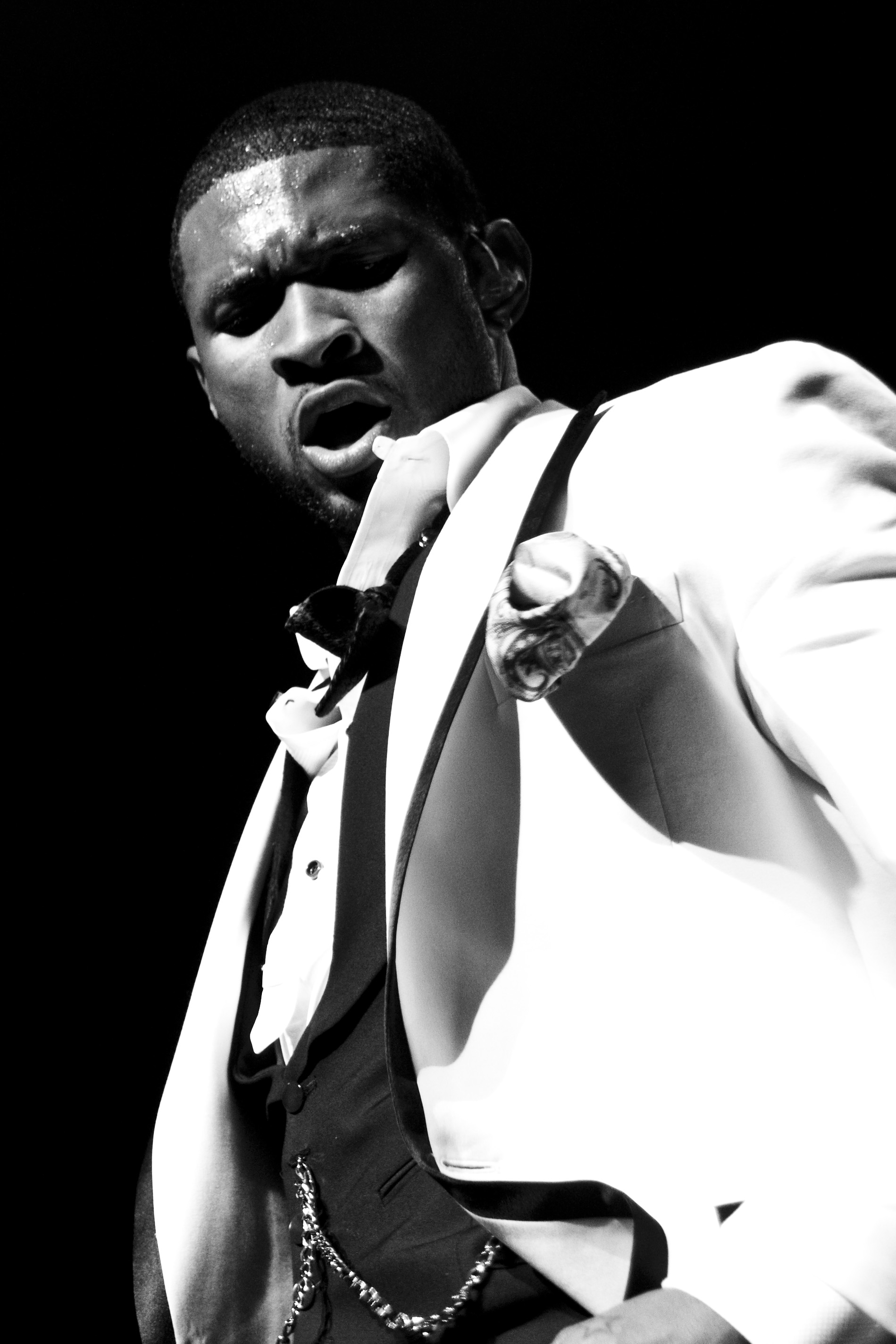
Usher získal tento rok svůj čtvrtý #1 hit a to s píní "OMG". Will.i.am, který mu s touto písní vypomohl, tím získal svůj šestý #1 v UK Singles Chart.

Seznam singlů, které obsadily první místo v UK Singles Chart v roce 2010
| Umělec                                               | Singl                      | Dosáhl #1          | Počet týdnů |
| ---------------------------------------------------- | -------------------------- | ------------------ | ----------- |
| Lady Gaga                                            | "Bad Romance"              | 3. ledna 2010      | 1           |
| Iyaz                                                 | "Replay"                   | 10. ledna 2010     | 2           |
| Owl City                                             | "Fireflies"                | 24. ledna 2010     | 3           |
| Helping Haiti                                        | "Everybody Hurts"          | 14. února 2010     | 2           |
| Jason Derülo                                         | "In My Head"               | 28. února 2010     | 1           |
| Tinie Tempah                                         | "Pass Out"                 | 4. března 2010     | 2           |
| Lady Gaga featuring Beyoncé                          | "Telephone"                | 21. března 2010    | 2           |
| Scouting for Girls                                   | "This Ain't a Love Song"   | 4. dubna 2010      | 2           |
| Usher featuring will.i.am                            | "OMG"                      | 18. dubna 2010     | 1           |
| Diana Vickers                                        | "Once"                     | 25. dubna 2010     | 1           |
| Roll Deep                                            | "Good Times"               | 2. května 2010     | 3           |
| B.o.B featuring Bruno Mars                           | "Nothin' on You"           | 23. května 2010    | 1           |
| Dizzee Rascal                                        | "Dirtee Disco"             | 30. května 2010    | 1           |
| David Guetta featuring Chris Willis & Fergie & LMFAO | "Gettin' Over You"         | 6. června 2010     | 1           |
| Dizzee Rascal & James Corden                         | "Shout"                    | 13. června 2010    | 2           |
| Katy Perry featuring Snoop Dogg                      | "California Gurls"         | 27. června 2010    | 2           |
| JLS                                                  | "The Club Is Alive"        | 11. července 2010  | 1           |
| B.o.B featuring Hayley Williams                      | "Airplanes"                | 18. července 2010  | 1           |
| Yolanda Be Cool & DCUP                               | "We No Speak Americano"    | 25. července 2010  | 1           |
| The Wanted                                           | "All Time Low"             | 1. srpna 2010      | 1           |
| Ne-Yo                                                | "Beautiful Monster"        | 8. srpna 2010      | 1           |
| Flo Rida featuring David Guetta                      | "Club Can't Handle Me"     | 15. srpna 2010     | 1           |
| Roll Deep                                            | "Green Light"              | 22. srpna 2010     | 1           |
| Taio Cruz                                            | "Dynamite"                 | 29. srpna 2010     | 1           |
| Olly Murs                                            | "Please Don't Let Me Go"   | 5. září 2010       | 1           |
| Alexandra Burke                                      | "Start Without You"        | 12. září 2010      | 2           |
| Bruno Mars                                           | "Just The Way You Are"     | 26. září 2010      | 1           |
| Tinie Tempah featuring Eric Turner                   | "Written in the Stars"     | 3. října 2010      | 1           |
| Cee Lo Green                                         | "Fuck You!"                | 10. října 2010     | 2           |
| Bruno Mars                                           | "Just The Way You Are"     | 24. října 2010     | 1           |
| Cheryl Cole                                          | "Promise This"             | 31. října 2010     | 1           |
| Rihanna                                              | "Only Girl (In the World)" | 7. listopadu 2010  | 2           |
| JLS                                                  | "Love You More"            | 21. listopadu 2010 | 1           |
| The X Factor Finalists 2010                          | "Heroes"                   | 28. listopadu 2010 | 2           |
| Black Eyed Peas                                      | "The Time (The Dirty Bit)" | 12. prosince 2010  | 1           |
| Matt Cardle                                          | "When We Collide"          | 19. prosince 2010  | 1           |

## Žebříčky za rok
- 2011